# Nipus
Nipus – rodzaj chrząszczy z rodziny biedronkowatych i podrodziny Microweiseinae. Obejmuje cztery opisane gatunki.

## Morfologia
Chrząszcze o podługowato-owalnym, wyraźnie wysklepionym ciele długości od 1 do 1,5 mm. Ubarwione są w odcieniach brązu, czasem z żółtawymi plamkami na pokrywach. Wierzch ciała jest nagi lub z rzadka porośnięty drobnymi szczecinkami.
Lekko wydłużona głowa w spoczynku wycofana jest pod przedplecze. Czułki buduje dziesięć członów, z których trzy ostatnie formują buławkę. Około 2,4 raza dłuższy od panewek czułkowych frontoklipeus jest wokół nich wykrojony, wzdłuż boków wyraźnie obrzeżony. Bruzdy podczułkowe są krótkie. Żuwaczki mają zredukowane mole i wykształcone prosteki. Szczęki mają pozbawione dołków palpifery i niemal równoległoboczne ze skośnie ściętym szczytem człony końcowe  głaszczków szczękowych. Warga dolna ma prawie trójkątny przedbródek, wydłużoną i ku szczytowi rozszerzoną bródkę, zredukowany do żeberka podbródek, dobrze rozwinięty i szeroko zaokrąglony języczek oraz wąsko odseparowane głaszczki wargowe. Wydłużona gula wygrodzona jest krótkimi szwami gularnymi.
Poprzeczne przedplecze ma łukowatą krawędź przednią i nieoddzielone liniami od dysku kąty przednie. Kształt tarczki jest trójkątny. Pokrywy mają epipleury dochodzące do ⅔ ich długości. Skrzydła tylnej pary są wykształcone. Przedpiersie wypuszcza ku przodowi duży, szeroko zaokrąglony, zasłaniający narządy gębowe płat, a między biodrami formuje wyrostek z żeberkami. Wyrostek międzybiodrowy śródpiersia jest poprzeczny, nieco szerszy od środkowych bioder. Poprzeczne zapiersie ma opadające i po bokach niepełne linie udowe. Smukłe odnóża kończą się czteroczłonowymi stopami o niezmodyfikowanych pazurkach.
Odwłok ma sześć widocznych na spodzie sternitów (wentrytów), z których pierwszy jest nieco dłuższy niż dwa następne razem wzięte i zaopatrzony w niepełne, ukośne linie udowe oraz linie dodatkowe biegnące bardzo blisko nich. Samiec ma silnie niesymetryczne paramery, długi i niesymetrycznie przekręcony płat środkowy fallobazy oraz zakrzywione długie prącie o wyodrębnionej kapsule nasadowej.

## Ekologia i występowanie
Rodzaj nearktyczny, ograniczony w swym zasięgu do zachodniej części Stanów Zjednoczonych.
Zarówno larwy, jak i owady dorosłe są drapieżnikami żerującymi na czerwcach, w tym na Ehrhornia cupressi z rodziny wełnowcowatych.

## Taksonomia
Rodzaj ten wprowadzony został w 1899 roku przez Thomasa Lincolna Caseya i umieszczony wśród Cranophorini. W 1931 roku Richard Korschefsky dokonał wyznaczenia N. biplagiatus gatunkiem typowym rodzaju. Robert Gordon w 1970 roku umieścił ów rodzaj w Sticholotidini, a 1977 roku w Microweiseini. 
Z analizy filogenetycznej przeprowadzonej w 2020 roku przez Karola Szawaryna, Jaroslava Větrovca i Wiolettę Tomaszewską wynika zajmowanie przez Nipus w obrębie Microweiseini pozycji siostrzanej względem rodzaju Allenius. Taki sam wynik uzyskali również Hermes Escalona i Adam Ślipiński w analizie z 2012 roku.
Do rodzaju zalicza się więc cztery opisane gatunki:
- Nipus biplagiatus Casey, 1899
- Nipus niger Casey, 1899
- Nipus occiduus Gordon, 1970
- Nipus planatus Gordon, 1970